# اسلسین
اسلسین (به لاتین: Ślesin) یک شهر و گمینا در لهستان است که در گمینا شلشن واقع شده‌است. اسلسین ۷٫۱۸ کیلومتر مربع مساحت و ۳٬۱۰۲ نفر جمعیت دارد.